# Arcidiocesi di Pouso Alegre
L'arcidiocesi di Pouso Alegre (in latino Archidioecesis Pousalegrensis) è una sede metropolitana della Chiesa cattolica in Brasile. Nel 2023 contava 619.700 battezzati su 820.500 abitanti. È retta dall'arcivescovo José Luiz Majella Delgado, C.SS.R.

## Territorio
L'arcidiocesi comprende 48 comuni nella parte meridionale dello stato brasiliano di Minas Gerais: Pouso Alegre, Albertina, Andradas, Bom Repouso, Borda da Mata, Brasópolis, Bueno Brandão, Cachoeira de Minas, Caldas, Camanducaia, Cambuí, Carvalhópolis, Conceição dos Ouros, Congonhal, Consolação, Córrego do Bom Jesus, Delfim Moreira, Espírito Santo do Dourado, Estiva, Extrema, Gonçalves, Ibitiúra de Minas, Inconfidentes, Ipuiúna, Itajubá, Itapeva, Jacutinga, Maria da Fé, Marmelópolis, Monte Sião, Munhoz, Ouro Fino, Paraisópolis, Piranguçu, Piranguinho, Poço Fundo, Santa Rita de Caldas, Santa Rita do Sapucaí, São João da Mata, São Sebastião da Bela Vista, Sapucaí-Mirim, Senador Amaral, Senador José Bento, Silvianópolis, Tocos do Moji, Toledo, Turvolândia e Wencelau Braz.
Sede arcivescovile è la città di Pouso Alegre, dove si trova la cattedrale del Buon Gesù. A Borda da Mata sorge la basilica minore di Nostra Signora del Monte Carmelo (Nossa Senhora do Carmo).
Il territorio si estende su una superficie di 12.620 km² ed è suddiviso in 69 parrocchie, raggruppate in 9 settori.
La provincia ecclesiastica di Pouso Alegre, istituita nel 1962, comprende 2 diocesi suffraganee, Campanha e Guaxupé.

## Storia
La diocesi di Pouso Alegre fu eretta il 4 agosto 1900 con il decreto Regio latissime patens della Congregazione Concistoriale, ricavandone il territorio dalle diocesi di Mariana e di San Paolo (oggi entrambe arcidiocesi).
Originariamente suffraganea dell'arcidiocesi di Rio de Janeiro, il 1º maggio 1906 entrò a far parte della provincia ecclesiastica dell'arcidiocesi di Mariana.
L'8 settembre 1907 e il 3 febbraio 1916 cedette porzioni del suo territorio a vantaggio dell'erezione rispettivamente della diocesi di Campanha e della diocesi di Guaxupé.
Il 14 aprile 1962 la diocesi è stata elevata al rango di arcidiocesi metropolitana con la bolla Qui tanquam Petrus di papa Giovanni XXIII.

## Cronotassi dei vescovi
Si omettono i periodi di sede vacante non superiori ai 2 anni o non storicamente accertati.
- João Batista Corrêa Nery † (18 maggio 1901 - 3 agosto 1908 nominato vescovo di Campinas)
- Antônio Augusto de Assis † (29 aprile 1909 - 7 febbraio 1916 nominato vescovo di Guaxupé)
- Octávio Chagas de Miranda † (14 febbraio 1916 - 29 ottobre 1959 deceduto)
- José d'Angelo Neto † (12 marzo 1960 - 31 maggio 1990 deceduto)
- Giovanni Bergese † (5 maggio 1991 - 21 marzo 1996 deceduto)
- Ricardo Pedro Chaves Pinto Filho, O.Praem. † (16 ottobre 1996 - 28 maggio 2014 ritirato)
- José Luiz Majella Delgado, C.SS.R., dal 28 maggio 2014

## Statistiche
L'arcidiocesi nel 2023 su una popolazione di 820.500 persone contava 619.700 battezzati, corrispondenti al 75,5% del totale.
| anno | popolazione | popolazione | popolazione | presbiteri | presbiteri | presbiteri | presbiteri                | diaconi | religiosi | religiosi | parrocchie |
| anno | battezzati  | totale      | %           | numero     | secolari   | regolari   | battezzati per presbitero | diaconi | uomini    | donne     | parrocchie |
| ---- | ----------- | ----------- | ----------- | ---------- | ---------- | ---------- | ------------------------- | ------- | --------- | --------- | ---------- |
| 1950 | 529.445     | 534.445     | 99,1        | 54         | 37         | 17         | 9.804                     |         | 22        | 175       | 34         |
| 1965 | 402.000     | 412.726     | 97,4        | 94         | 48         | 46         | 4.276                     |         | 55        | 306       | 40         |
| 1968 | 439.200     | 462.200     | 95,0        | 88         | 45         | 43         | 4.990                     |         | 60        | 329       | 31         |
| 1976 | 450.000     | 480.000     | 93,8        | 72         | 40         | 32         | 6.250                     |         | 39        | 243       | 40         |
| 1980 | 494.000     | 546.000     | 90,5        | 71         | 39         | 32         | 6.957                     |         | 45        | 269       | 43         |
| 1990 | 520.000     | 565.000     | 92,0        | 78         | 56         | 22         | 6.666                     |         | 23        | 208       | 46         |
| 1999 | 583.318     | 708.341     | 82,3        | 90         | 67         | 23         | 6.481                     |         | 47        | 214       | 51         |
| 2000 | 583.318     | 645.000     | 90,4        | 104        | 75         | 29         | 5.608                     |         | 36        | 213       | 51         |
| 2001 | 583.318     | 653.378     | 89,3        | 96         | 71         | 25         | 6.076                     |         | 32        | 186       | 51         |
| 2002 | 588.040     | 653.378     | 90,0        | 99         | 82         | 17         | 5.939                     |         | 41        | 694       | 51         |
| 2003 | 644.841     | 715.179     | 90,2        | 88         | 68         | 20         | 7.327                     |         | 46        | 192       | 51         |
| 2004 | 660.580     | 730.918     | 90,4        | 91         | 71         | 20         | 7.259                     |         | 45        | 191       | 53         |
| 2013 | 739.000     | 817.000     | 90,5        | 131        | 111        | 20         | 5.641                     | 1       | 60        | 140       | 59         |
| 2016 | 581.200     | 746.000     | 77,9        | 125        | 109        | 16         | 4.649                     | 4       | 70        | 102       | 63         |
| 2019 | 594.630     | 771.560     | 77,1        | 139        | 116        | 23         | 4.277                     | 4       | 79        | 193       | 68         |
| 2021 | 619.000     | 818.600     | 75,6        | 142        | 123        | 19         | 4.359                     | 4       | 55        | 176       | 69         |
| 2023 | 619.700     | 820.500     | 75,5        | 140        | 122        | 18         | 4.426                     | 5       | 19        | 172       | 69         |